# Wolf Stegemann
Wolf Stegemann (* 2. Oktober 1944 in Asch, Sudetenland) ist ein deutscher Journalist, Buchautor und Lyriker.

Wolf Stegemann 2011

## Leben
Nach der Schulzeit in Rothenburg ob der Tauber und einem Volontariat in Nürnberg und München arbeitete Wolf Stegemann als Journalist in Athen und Istanbul (Deutsche Presse-Agentur), von 1970 bis 1971 als freier Gerichtsreporter in München. Von 1972 bis 1975 gab er als Buchredakteur in Marzoll bei Bad Reichenhall die mehrbändige Reihe Sakrale Kunst in Bayern heraus. Von 1975 bis 1980 war er Kulturredakteur in Gelsenkirchen, von 1981 bis 1998 in Dorsten (Ruhr Nachrichten).
Er veröffentlichte 1972 und 1978 zwei Lyrikbände und Kurzprosa, gab ab 1978 die Gelsenkirchener Zeitschrift für Literatur und Kunst standorte in freier Zusammenarbeit mit Joseph Beuys, Jürgen Völkert-Marten, Klaus-Peter Wolf, Michael Klaus heraus und war Mitglied in der Jury des Gelsenkirchener Kunstpreises. Zusammen mit Heiner Jahn und Jörg Loskill veröffentlichte er den Bild-Textband Stadtansichten Gelsenkirchen. Von Menschen, Musen und Maloche.
Gemeinsam mit Dirk Hartwich gründete Wolf Stegemann in Dorsten die Forschungsgruppe Dorsten unterm Hakenkreuz, die die nationalsozialistische Zeit in der Region erforschte. Wolf Stegemann gab zwischen 1983 und 1987 zusammen mit Dirk Hartwich und Anke Klapsing oder allein die Buchreihe Dorsten unterm Hakenkreuz heraus. 1987 war er Ideengeber und Mitbegründer des Jüdischen Museums Westfalen in Dorsten (1992) und des Deutsch-israelischen Freundeskreises Dorsten-Hod Hasharon. Bei Journalistenwettbewerben erhielt Wolf Stegemann für sein Lebenswerk 2005 von der abc-Gesellschaft zur Förderung des Lesen- und Schreibenlernens in der 3. Welt e. V. den Award of Change. Seit 1970 hatte er Lyrik- und Prosaveröffentlichungen in deutschsprachigen Zeitschriften der Schweiz, Österreich, Deutschland, Israel, USA sowie im Rundfunk beim WDR, ZDF, Deutschlandfunk, Bayerischer Rundfunk, Südwestfunk, Österreichischer Rundfunk, Deutsche Welle.
Er lebt in Dorsten (Westfalen).

## Veröffentlichungen (Auswahl)

### Autor bzw. Mit-Herausgeber
| - Sakrale Kunst in Bayern, 1974 - Standorte, 1978/81 - Stadtansichten Gelsenkirchen. Von Menschen, Musen und Maloche, 1978 - Kunst in unserer Stadt. Die Herz-Jesu-Kirche in Deuten, 1982 - Dorsten unterm Hakenkreuz: Die jüdische Gemeinde 1933-45, 1983 - Dorsten unterm Hakenkreuz: Kirche zwischen Anpassung und Widerstand, 1984 - Dorsten unterm Hakenkreuz: Der gleichgeschaltete Alltag, 1985 - Dorsten nach dem Hakenkreuz, 1986 - Dorsten zwischen Kaiserreich und Hakenkreuz, 1987 - Juden in Dorsten und der Herrlichkeit Lembeck, 1989 | - Der Davidstern. Zeichen der Schmach, Symbol der Hoffnung, 1991 - Jüdisches Museum Westfalen, 1992 - Tisa von der Schulenburg. Fotos aus neun Jahrzehnten, 1993 - Lebensbilder. Porträts aus sechs Jahrhunderten Dorstener Stadtgeschichte, 1997 - Drei Jahrzehnte Verantwortung. Stadtdirektor und Bürgermeister Dr. Karl-Christian Zahn, 1999 - Holsterhausen unterm Hakenkreuz, Bd. 1, 2007 - Holsterhausen im Umbruch. Kaisers Krieg und Weimars Not, 2008 - Holsterhausen unterm Hakenkreuz, Bd. 2, 2009 - Um sechs am Marktplatz. Geschichten und Anekdoten aus Dorsten, 2015 |  |

### Lyrik- und Prosabände
- Schreibmaschinentypen & sonst nichts, 1971
- Auf der Suche nach einem abgeschlossenen Raum, 1978
- Empor ins Reich der Edelmenschen. 1912 besuchte Hitler in Wien einen Vortrag von Karl May. Eine Erzählung nach einer wahren Begebenheit, 2000
- Heute mich, morgen dich. Eine Geschichte mit Scherenschnitten, 2007

### Ausstellungskataloge
- Alija. Die Wiedergeburt Israels in Dalis Bilderzyklus, Wanderausstellung 1993
- Igor Ganikowski: Zeit und Erinnerung, 1993
- Die Schulenburgs. Eine Familie zwischen Hochverrat und Widerstand, Wanderausstellung 1994
- Und neues Leben blüht aus Ruinen. Dokumentation zum Wiederaufbau der Stadt Dorsten, 1994
- Faszination Jerusalem. Stadt der Sehnsucht und der Hoffnung, Fotoausstellung 1994
- JOLENTA Dorszewska Pötting „Kräfte der Natur. Malerei. Impressionen aus der Kaschubei“, Ausstellung im Europäischen Parlament Brüssel 2003

## Kritiken
„Seine Texte sprechen mich an, vermitteln […], sie machen mich hellhörig […]. Sie verpflichten den Autor, seinen Weg fortzusetzen. Sicherlich wird man noch von ihm hören […].“

„Seine Gedanken zeigen ihn als einen, dem die Sprache, das Handhaben von Worten leicht zu Gebote steht. Er greift mit seinen Gedichten nicht nach den hohen Regalen der kryptischen, der magischen, der intensiv-bildkräftigen Lyrik eines Trakl, Celan, einer Lavant, eines Malarmé […]. Aber es fehlt in seinen Gedichten auch jener zeitkritische pamphlethafte Ton eines jungen Enzensbergers ebenso wie der bare Unmut eines Erich Fried […]. Stegemann bekennt sich nicht zu jener Lyrik, die das Gedicht als Schwarzes Brett zeitkritischer Anklage versteht, als Austragsort ideologischer Proklamation und Diskussion. Seine Lyrik bekennt sich zum Prinzip des Spiels, zum Prinzip des gezielten Spiels […].“

„Die Leser seiner thematisch sehr vielschichtigen Verse fühlt sich in eine eigentümliche Welt versetzt: Da ist die Rede von einem bunten Hund, der sich auf den Kirchturm setzt, von Schaufensterpuppen, die sich unter die Passanten mischen. Man wäre versucht, wirklich eine flüchtige Traumwelt zu konstatieren, würde der bunte Hund nicht kleine Kinder fressen, wäre da nicht der alte Mann, der auf seine Schuhe spuckt, während seine Hände ein Brötchen teilen, gäbe es da nicht, die immer wiederkehrende Frau aus Vietnam – jung mit alten Augen‘ […]. Stegmanns Gedichte zerplatzen wie ‚Seifenblasenträume‘; sie weichen einer Realität, in der es elektrische Zäune und die Gleichgültigkeit der Fassaden gibt, in der man ‚eines Tages ausgeschaltet‘ wird […]. An den Schluss dieses bemerkenswerten Lyrikbändchens hat der Autor das Gedicht ‚der claqueur‘ gesetzt. Für diese Verse benötigt er keinen Claqueur […].“

„[…] Stegemanns Verse sind nicht spielerisch, lässig oder gar leicht und heiter dahingesagt, sie werden von schwermütiger Hoffnungslosigkeit regiert, von einer Tristesse, die nicht emotional, sondern rational wirkt […] ein bemerkenswerter Autor.“

„[…] Stellt ein Gedichtband wie derjenige des in der Bundesrepublik lebenden Wolf Stegemann einen ausgesprochenen Glücksfall dar. Die Gedichte sind zu einem überwiegenden Teil in der Mitte zwischen reiner Wortdichtung und assoziativem Text angesiedelt, wobei hervorzuheben ist, dass insbesondere die Dichte des Ausdrucks und die saubere Linienführung bestechen […].“